# Sr. Eko
Eko Tunde, también conocido como Sr. Eko o Padre Tunde es un personaje ficticio de la serie Lost, es interpretado por el actor Adewale Akinnuoye-Agbaje.

## Vida antes del accidente
De niño, Eko vivía junto a su hermano menor Yemi en un pequeño pueblo de Nigeria. Cuando aún era un niño fue reclutado por unos guerrilleros.
Después de muchos años, ya convertido en el jefe de los guerrilleros, Eko pide ayuda a su hermano Yemi, ahora cura, que haga las gestiones para convertirlos a él y a su socio en curas, para así poder sacar una enorme cantidad de heroína de Nigeria. En este ejercicio es donde accidentalmente Yemi es asesinado, ante lo cual Eko, para escapar de la justicia, decide tomar el puesto de su hermano. Es así como en un viaje encomendado por su iglesia llega a Australia investigando un milagro. De regreso tomará el vuelo 815 de Oceanic Airlines, llegando así a la misteriosa isla.

## Personaje en la isla
Eko es uno de los supervivientes de la sección de la cola, al principio era un personaje callado y reservado, pero con una gran fuerza física, la primera noche "los otros" tratan de secuestrarle, pero él se defiende matándolos con una piedra. Siempre lleva consigo un palo creado a partir de la rama de un arbusto, en él escribe algunos pasajes bíblicos. Ayudó a John Locke a descubrir la estación "La Perla".
Eko se encuentra cara a cara con la bestia que ataca a los supervivientes en la segunda temporada, también en este capítulo encuentra el avión donde su hermano Yemi murió. Este avión salió de Nigeria y por razones desconocidas se estrelló en la isla. Luego, en la tercera temporada, tiene otro encuentro con él, pero no tiene tanta suerte como la otra vez: el Hombre de Negro en forma de humo lo toma y lo azota furiosamente contra los árboles, dejándolo agonizante. Sus últimas palabras antes de morir fueron "ustedes serán los siguientes", dirigidas a Locke. 
- Datos: Q51320